# Júlio Coutinho
Júlio Alberto de Morais Coutinho (Recife, 20 de agosto de 1929 — 9 de agosto de 2009) foi um político brasileiro.
Júlio Alberto de Morais Coutinho nasceu em Recife em 20 de agosto de 1929, filho do industrial e usineiro Luís Fernando Coutinho e da professora Júlia Saraiva Morais Coutinho 
Em 1937 a família transferiu-se para o Rio de Janeiro, então Distrito Federal, onde Júlio Coutinho completou seus primeiros estudos, cursando o primário na Escola Pereira Passos e o secundário no Colégio Militar.
Formou-se engenheiro eletrônico (aeronáutico) pelo Instituto Tecnológico de Aeronáutica. Em 1979 tornou-se secretário de Indústria e Comércio do estado do Rio de Janeiro no governo Chagas Freitas. Em 1980 assumiu, por nomeação do então governador, a prefeitura da capital fluminense. Na chefia municipal enfrentou problemas com os chaguistas, políticos liderados por Chagas. Deixou o cargo em março de 1983. A partir de então passou a dedicar-se às atividades acadêmicas.